# Aberto da República 2021
L'Aberto da República 2021 è stato un torneo professionistico di tennis giocato sulla terra rossa aperto a uomini e donne. Era la 1ª edizione del torneo, facente parte della categoria ATP Challenger Tour 2021#Assegnazione dei punti nell'ambito dell'ATP Challenger Tour 2021 maschile e della categoria W60 dell'ITF Women's World Tennis Tour femminile. Si è giocato allo Iate Club de Brasília di Brasilia, in Brasile, dal 22 al 28 novembre 2021.

## Partecipanti al singolare ATP Challenger

### Teste di serie
| Nazionalità | Giocatore               | Ranking* | Testa di serie |
| ----------- | ----------------------- | -------- | -------------- |
| Argentina   | Federico Coria          | 69       | 1              |
| Spagna      | Jaume Munar             | 83       | 2              |
| Argentina   | Sebastián Báez          | 111      | 3              |
| Argentina   | Francisco Cerúndolo     | 112      | 4              |
| Bolivia     | Hugo Dellien            | 120      | 5              |
| Argentina   | Tomás Martín Etcheverry | 129      | 6              |
| Brasile     | Thiago Seyboth Wild     | 132      | 7              |
| Argentina   | Juan Ignacio Londero    | 144      | 8              |

* Ranking al 15 novembre 2021.

### Altri partecipanti
I seguenti giocatori hanno ricevuto una wild card per il tabellone principale:
- Mateus Alves
- Gustavo Heide
- Wilson Leite

Il seguente giocatore è entrato in tabellone come alternate:
- Alejandro González

I seguenti giocatori sono passati dalle qualificazioni:
- Bogdan Bobrov
- Luciano Darderi
- Alejandro Gómez
- Tomás Lipovšek Puches

Il seguente giocatore è entrato in tabellone come lucky loser:
- José Pereira

## Partecipanti al singolare ITF

### Teste di serie
| Nazionalità | Giocatrice              | Ranking* | Testa di serie |
| ----------- | ----------------------- | -------- | -------------- |
| Ungheria    | Panna Udvardy           | 115      | 1              |
| Paraguay    | Verónica Cepede Royg    | 208      | 2              |
| Brasile     | Laura Pigossi           | 218      | 3              |
| Romania     | Gabriela Lee            | 229      | 4              |
| Brasile     | Carolina Meligeni Alves | 258      | 5              |
| Russia      | Elina Avanesyan         | 261      | 6              |
| Argentina   | María Lourdes Carlé     | 262      | 7              |
| Cina        | You Xiaodi              | 265      | 8              |

* Ranking al 15 novembre 2021.

### Altre partecipanti
Le seguenti giocatrici hanno ricevuto una wild card per il tabellone principale:
- Ana Candiotto
- Sofia da Cruz Mendonça
- Julia Klimovicz
- Maria Luisa Oliveira

Le seguente giocatrici sono entrate in tabellone con il protected ranking:
- Thaísa Grana Pedretti
- Olivia Tjandramulia

Le seguente giocatrici sono passate dalle qualificazioni:
- Martina Capurro Taborda
- Lara Escauriza
- Merel Hoedt
- Jasmin Jebawy
- Katarina Jokić
- Sabastiani León
- Luisa Meyer auf der Heide
- Emily Welker

Le seguenti giocatrici sono entrate in tabellone come lucky loser:
- Noelia Zeballos
- Maria Lota Kaul

## Punti e montepremi

### Challenger maschile
| Torneo    | Torneo              | V     | F     | SF    | QF    | 2T  | 1T  | Q | Q2  | Q1  |
| Singolare | Punti               | 80    | 48    | 29    | 15    | 7   | 0   | 4 | 2   | 0   |
| Singolare | Premi in denaro ($) | 7 200 | 4 240 | 2 510 | 1 460 | 860 | 520 | – | 260 | 130 |
| Doppio    | Punti               | 80    | 48    | 29    | 15    | –   | 0   | – | –   | –   |
| Doppio    | Premi in denaro ($) | 3 100 | 1 800 | 1 080 | 640   | –   | 360 | – | –   | –   |

## Campioni

### Singolare maschile
Federico Coria ha sconfitto in finale  Jaume Munar con il punteggio di 7–5, 6–3.

### Singolare femminile
Panna Udvardy ha sconfitto in finale  Elina Avanesjan con il punteggio di 0–6, 6–4, 6–3.

### Doppio maschile
Mateus Alves /  Gustavo Heide hanno sconfitto in finale  Luciano Darderi /  Genaro Alberto Olivieri con il punteggio di 6–3, 6–3.

### Doppio femminile
Carolina Meligeni Alves /  María Lourdes Carlé hanno sconfitto in finale  Valerija Strachova /  Olivia Tjandramulia con il punteggio di 6–2, 6–1.